# Nokere Koerse 1999
La Nokere Koerse 1999, cinquantaquattresima edizione della corsa, si svolse il 7 marzo per un percorso di 192 km, con partenza a Oudenaarde ed arrivo a Nokere. Fu vinta dall'olandese Jeroen Blijlevens della squadra TVM-Farm Frites davanti ai belgi Michel Vanhaecke e Wilfried Cretskens.

## Ordine d'arrivo (Top 10)
| Pos. | Corridore               | Squadra         | Tempo    |
| ---- | ----------------------- | --------------- | -------- |
| 1    | Jeroen Blijlevens       | TVM-Farm Frites | 4h37'00" |
| 2    | Michel Vanhaecke        | Tönissteiner    | s.t.     |
| 3    | Wilfried Cretskens      | Vlaanderen 2002 | s.t.     |
| 4    | Jo Planckaert           | Lotto-Mobistar  | s.t.     |
| 5    | Ronny Assez             | Home Market     | s.t.     |
| 6    | Matthé Pronk            | Rabobank        | s.t.     |
| 7    | Andy De Smet            | Ipso-Euroclean  | s.t.     |
| 8    | Franky Van Haesebroucke | Collstrop       | s.t.     |
| 9    | Søren Petersen          | Acceptcard      | s.t.     |
| 10   | Johan Capiot            | TVM-Farm Frites | s.t.     |